# 水木古墳
水木古墳（みずきこふん）は、奈良県奈良市大柳生町にある古墳。形状は円墳。奈良市指定史跡に指定されている。

## 概要

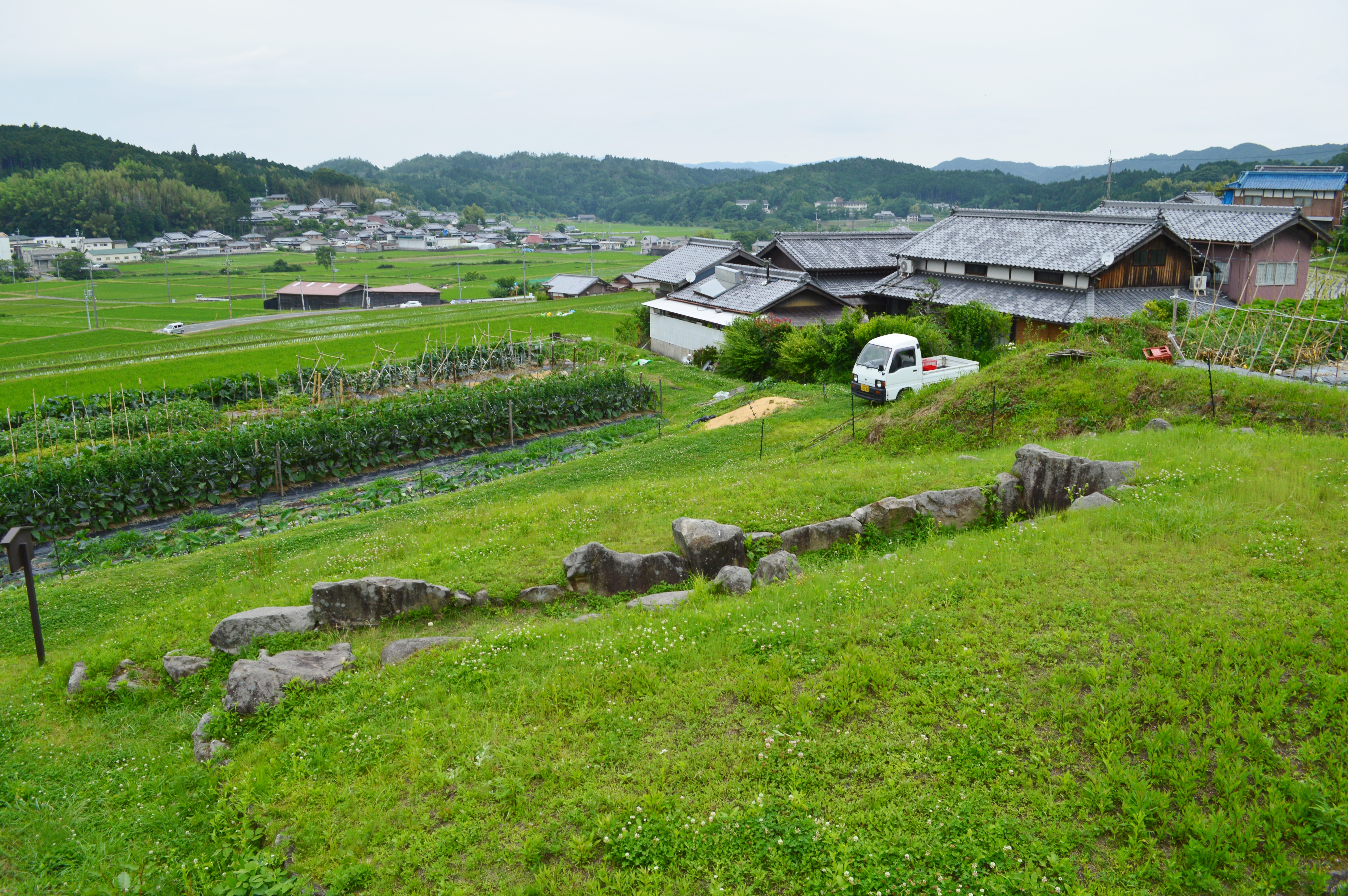
水木古墳と大柳生盆地

奈良県北東部、大柳生盆地南東の高台上に築造された古墳である。これまでに墳丘上部・石室が削平を受けているほか、1999年（平成11年）に発掘調査が実施されている。
墳形は円形で、直径13-16メートルを測る。墳丘周囲には花崗岩の石積みによる外護列石が巡らされるほか、墳丘東側では木柱跡と見られる小穴3基が検出されている。埋葬施設は両袖式の横穴式石室で、西方に開口する。石室の玄室には棺2基が据えられたと見られ、玄室内からは刀・鉄鏃・馬具のほか多数の土器が検出されている。
この水木古墳は、出土遺物より古墳時代後期の6世紀後半頃の築造と推定される。大柳生盆地を一望する位置における単独墳である点、石室規模・豊富な副葬品の点から奈良市東部における有力墓に位置づけられる古墳である。
古墳域は2006年（平成18年）に奈良市指定史跡に指定されている。

## 遺跡歴
- 1977年（昭和52年）、水道管埋設工事の際に多数の土器が出土。古墳として確認[1]。
- 1999年（平成11年）、圃場整備に伴う全面的な発掘調査（奈良県立橿原考古学研究所、2001年に報告書刊行）[1]。
- 2006年（平成18年）3月6日、奈良市指定史跡に指定[4]。

## 埋葬施設

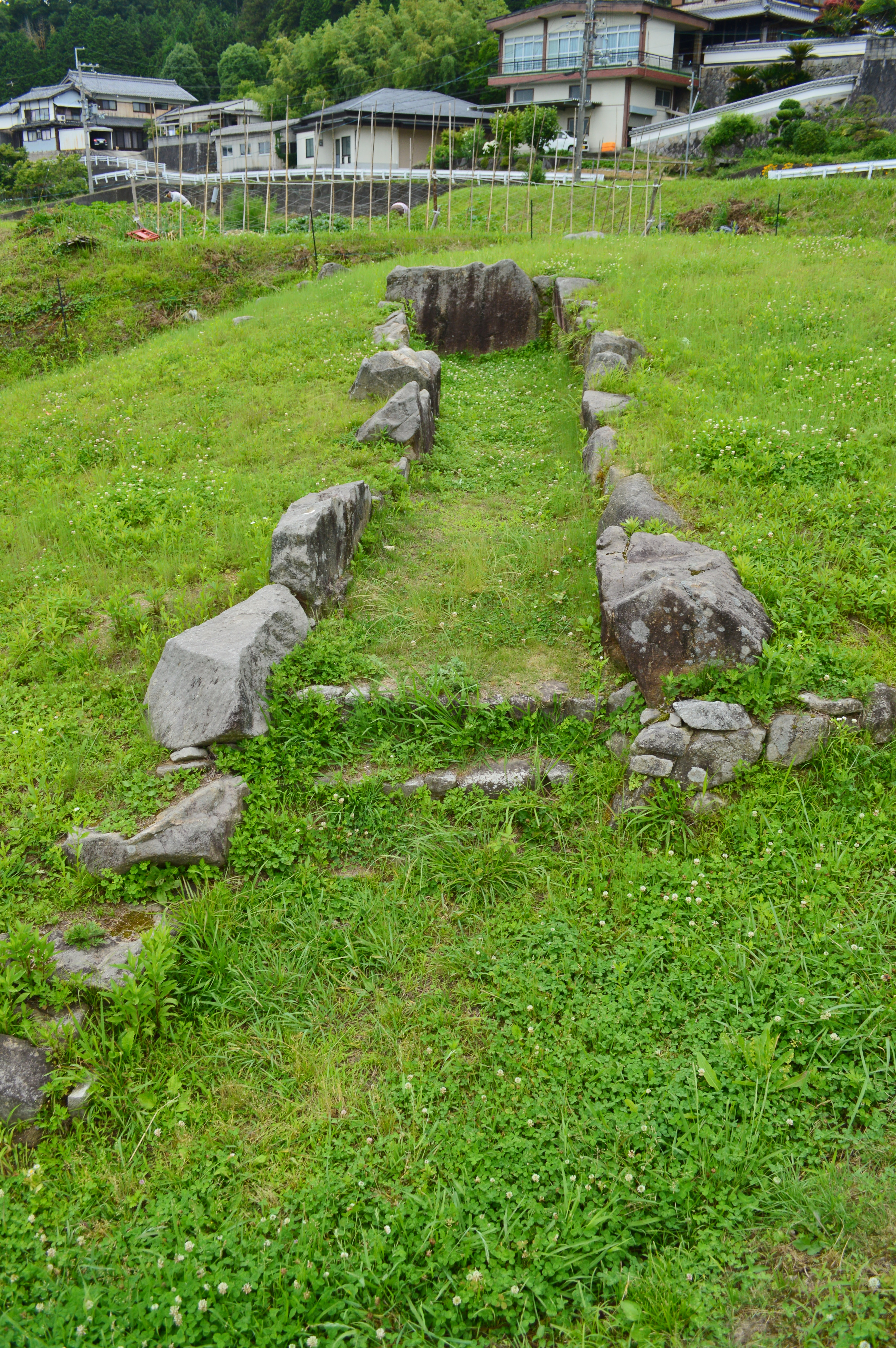
石室

埋葬施設としては両袖式の横穴式石室が構築されており、西方に開口する。石室の規模は次の通り。
- 石室全長：約8.0メートル
- 玄室：長さ約3.3メートル、幅約1.4メートル
- 羨道：長さ約4.7メートル、幅約1メートル

玄室の床面には扁平な礫石が敷き詰められる。

## 出土品
発掘調査で検出された副葬品は次の通り。 
- 刀
- 鉄鏃
- 馬具 - 辻金具、雲珠、鐙。
- 砥石
- 須恵器 - 坏蓋、提瓶、𤭯、無蓋高坏、有蓋高坏、短頸壺など。
- 土師器 - 直口壺、台付短頸壺、ミニチュア土器など。

以上の副葬品は、いずれも調査時点で原位置を留める状態ではない。また石室開口部で須恵器大甕・坏身が検出されている。

## 文化財

### 奈良市指定文化財
- 史跡
  - 水木古墳 - 2006年（平成18年）3月6日指定[4]。

## 関連文献
（記事執筆に使用していない関連文献）
- 『大柳生遺跡群 第10次（大柳生宮ノ前遺跡・大柳生水木遺跡・大柳生羽峯遺跡・水木古墳）発掘調査概報（奈良県遺跡調査概報）』奈良県立橿原考古学研究所、2000年。
- 『奈良市大柳生町 水木古墳発掘調査報告書（奈良県文化財調査報告書 第88集）』奈良県立橿原考古学研究所、2001年。